# Pecetar
Pecetarul este un obiect de cult, confecționat, de regulă, din lemn (sau marmură), ținut cu evlavie în lada de zestre, „printre stivele de țesături înflorate, aromate cu busuioc și levănțică”, într-un „săculeț din pânză albă de in”; este utilizat doar de femei, în marcarea pâinilor rituale (a păștilor și a prescurelor).  
Numit pecetar, prescurnicer sau pristornic, acest obiect de cult era, până la un moment dat, nelipsit din casele satelor maramureșene situate pe Iza, Mara sau Cosău. Practica s-a pierdut ori s-a degradat, dar, din fericire, s-au păstrat câteva colecții valoroase: ale fraților Victor și Iuliu Pop, precum și cea a preotului Mircea Antal din Breb, aceasta din urmă făcând parte, în prezent, din patrimoniul Muzeului de Etnografie și Artă Populară din Baia Mare. 
Pecetarele au o înălțime cuprinsă între 10 și 20 cm și sunt compuse din două segmente: partea inferioară este asemănătoare unui postament de formă paralelipipedică sau trunchi de piramidă pe care e incizat un înscris religios – IC-XC-NI-KA sau IS-HS-NI-KA, semnificând „victoria lui Iisus Hristos asupra morții”; prescurele poartă pecetea literelor sacre, într-un gest ritualic „între rugăciune și munca sfințită de bucuria pecetluirii pâinii” (Ion Iuga, 1993); partea superioară se grupează în două tipuri distincte: „cele cu motive ornamentale și forme legate de ritul creștin” - troițe sau ideea răstignirii stilizată, pecetare cruciforme  - și „cele cu pronunțat caracter laic”. 
Aceste obiecte de cult au tendințe puternice de abstractizare. Aproape fiecare piesă este unicat. Unele au forma unor stâlpi de marmură, altele au forme brâncușiene sau asemănătoare sculpturilor lui Henri Moor (v. Victor Pop, Sabin Șainelic, 2002).
În ciuda miniaturizării, colecțiile de prescurnicere alcătuiesc veritabile galerii de artă, grație formelor superioare: rozetă solară (Cuhea), troițe, spic de grâu, obeliscul „1877”, clepsidră (Rona de Jos), piramidă aztecă în trepte (Săcel), turn thailandez, arborele vieții, „Pasărea Măiastră” a lui Brâncuși (asemănare izbitoare), Coloana Infinitului, Regele Regilor (sec. al XVIII-lea), „Scaunul nobilului Mariș din Ieud” (identic cu scaunele de la Masa Tăcerii), turla de biserică (v. Romulus Pop, 1993).
Cât privește compoziția ornamentelor, putem spune că acestea sunt extrem de variate și având o vechime considerabilă: din epoca fierului timpuriu (cultura Lăpuș-hallstattiană), regăsim zig-zagul, apoi motivul frânghiei - ornament frecvent pe porțile maramureșene, la cadranele ușilor și ferestrelor, la crucile de mormânt, dar și la bisericile de lemn (din Botiza, Sat-Șugatag, Șurdești, Coruia, Vălenii Șomcutei etc). 
Efectul obținut este unul de monumentalitate, indiferent că baza are formă piramidală, că partea superioară este structurată pe mai multe nivele, că simbolizează cruci, troițe, rozete sau imită forma de „zurgălăi”, precum prisnelul fusurilor. 
Un pecetar din Moisei a fost cioplit ca un coif cu patru turnulețe, asemănător turlelor gotice ale bisericilor din Maramureșul istoric. Există pecetare cu cele trei brațe unite de un semicerc, asemănătoare crucilor de hotar maramureșene. Ca motiv ornamental incizat mai regăsim romburile simple sau concentrice, spicul de grâu sau pomul vieții extrem de stilizat.
Uneori se regăsește și imaginea omului, cioplită naiv și cu evidente disproporții, însă cea mai frecventă temă este cea a răstignirii, tratată într-o manieră neconvențională. „Pe o astfel de cruce, Iisus are corpul cioplit ca un fel de suveică, sprijinit de două picioare foarte scurte ce par a fi îndoite, dacă n-am ști că această reprezentare este obișnuită crucifixelor apusene. Capul este un cerc în care ochii, nasul și gura sunt contopite într-un triunghi înscris. La picioarele lui, într-un soi de arcadă, stau două personaje minuscule... ștergarul din jurul trupului este înlocuit doar de două mici triunghiuri plasate de o parte și de alta a corpului” (Victor Pop, Sabin Șainelic, 2002).
Pecetarele din colecțiile maramureșene nu au o vechime mai mare de câteva decenii, sau, în cazuri rare, câteva secole. Însă ritul „sigilării” prescurilor, utilizate drept ofrandă în cultul morților, se practică, cu certitudine, încă din perioada medievală. Pecetarele se disting prin marea capacitate de a sintetiza și de a îngemăna simbolismul riturilor agrare (grâul, spicul, făina), a artei gastronomice (prescuri), a credințelor religioase (tema răstignirii și inscripția de pe postament) și a artei prelucrării lemnului. 